# Dasyhelea franzella
Dasyhelea franzella är en tvåvingeart som beskrevs av Maurice Emile Marie Goetghebuer 1950. Dasyhelea franzella ingår i släktet Dasyhelea och familjen svidknott. Inga underarter finns listade i Catalogue of Life.